# Seltsame Materie
Seltsame Materie (englisch strange matter oder Strangelet) besteht aus seltsamen Teilchen (engl. strange particles). Diese enthalten das Strange-Quark (von engl. strange ‚seltsam‘) oder das Strange-Antiquark, weisen dadurch eine Strangeness von S ≠ 0 auf und kommen auf der Erde nicht in stabiler Form vor. Sie werden als „seltsam“ bezeichnet, weil sie u. a. nicht über dieselbe Kraft zerfallen, durch die sie entstehen.
Als erstes seltsames Teilchen wurde 1947 das Kaon von G. D. Rochester und C. C. Butler in Nebelkammeraufnahmen kosmischer Strahlung beobachtet.

## Bedeutung im Standardmodell
Gemäß dem Standardmodell der Elementarteilchenphysik gehört das Strange-Quark zur zweiten, mittelschweren Generation von Quarks.
Baryonen, die ein Strange-Quark enthalten, heißen Hyperonen und zerfallen unter normalen Bedingungen in kürzester Zeit. Auch Mesonen, die aus einem Quark und einem Antiquark bestehen, können das Strange-Quark enthalten (z. B. die Kaonen). Teilchen mit zwei Strange-Quarks werden als „doppelt seltsame Teilchen“ bezeichnet.
Astrophysiker nehmen an, dass sich in schwereren Neutronensternen ab etwa 1,5 Sonnenmassen unter genügend großem Druck der Gravitation die vorhandenen Neutronen in ihre Quark-Bestandteile zerlegen (Quarkstern), wobei sich eines der beiden Down-Quarks in ein Strange-Quark umwandelt. Damit könnten Neutronensterne Orte sein, an denen Seltsame Materie stabil existieren kann. Einige Zeit lang vermutete man den Neutronenstern RX J1856 im Sternbild Südliche Krone als einen solchen Kandidaten, jedoch haben neuere Messungen diese Annahme inzwischen widerlegt.

## Hypothetische Eigenschaften
Nach theoretischen Überlegungen könnte von stabiler Seltsamer Materie womöglich Gefahr ausgehen. Demnach sollen kleine Mengen freier Seltsamer Materie normale Materie absorbieren und ebenfalls in stabile freie Seltsame Materie umwandeln. Dabei wird argumentiert, dass Seltsame Materie mit zunehmender Massenzahl immer stabiler wird und ab einer Masse von ca. 1000 Protonen völlig stabil sein könnte. Nach Berechnungen Jens Madsens von der Universität Aarhus sind sehr kleine Mengen von Seltsamer Materie zu instabil, um mit Atomkernen zu reagieren. Größere Mengen mit einer Masse von ca. 1000 Protonen sind dagegen technisch kaum zu erzeugen. Berechnungen dieser Art spielen auch bei der Risikobeurteilung moderner Teilchenbeschleuniger, wie der des Large Hadron Collider, eine gewisse Rolle.
Da in der Natur bisher keinerlei Hinweise auf die tatsächliche Existenz von Prozessen gefunden wurden, bei denen normale Materie durch freie Seltsame Materie in stabile Seltsame Materie überführt wird, geht man allgemein davon aus, dass bei künstlichen Prozessen keine Gefahr von der künstlich erzeugten Seltsamen Materie ausgeht.

## Trivia
In dem Roman Der Krater von Douglas Preston spielt Seltsame Materie eine wesentliche Rolle und wird dort von einer außerirdischen Macht als Waffe eingesetzt.
Der Wissenschafts-Thriller Strange Matter von Thor Ansell gründet seine Handlung auf ein kosmisches Ereignis, bei dem Seltsame Materie aus einer Sternenexplosion die Erde trifft und allerlei bizarre quantenmechanische Wechselwirkungen verursacht.